# 유리 (모델)
유리 알베르토비치 박(러시아어:  Юрий Альбертович Пак, 1994년 12월 28일 ~ )는 우즈베키스탄에서 태어난 고려인과 러시아인의 혼혈인 대한민국의 모델이다. 러시아 국적이였으나, 대한민국으로 귀화하였다. 한국어 본명은 박유리로, 유리라는 예명으로 활동하고 있다.

## 어린 시절
유리는 1994년 12월 28일 우즈베키스탄 타슈켄트에서 태어났다. 어머니가 고려인과 러시아인의 혼혈이며, 아버지는 고려인이다. 중학교를 졸업하고 러시아로 가서 쭉 러시아에서 성장했다. 러시아에서 고등학교를 졸업하고 러시아에서 병역을 마친 후에 공부를 계속하기 위해 한국으로 왔다. 한국어, 러시아어, 영어를 능통하게 구사하며, 현재 대한민국 국적을 취득한 상태이다.

## 출연 작품

### 텔레비전 프로그램
- 《M.U.S.T: Seoul》 (2016) - 제6희, 아이린 함께
- 《소사이어티 게임 2》 (2017) - 참가자
- 《나 혼자산다》(2018)
- 《PRODUCE X 101》 (2019) - 참가자
- 《대한외국인》 (2019)
- MBC 《구해줘! 홈즈》 (2023)

### 드라마
- 《이미테이션》 (2021) - 도진 역

### 뮤직비디오
- 〈Free Somebody〉 (루나, 2016)